# Yone Minagawa
Yone Minagawa, née le 4 janvier 1893 à Akaike, préfecture de Fukuoka, au Japon, et décédée le 13 août 2007), fut considérée comme la femme la plus âgée du monde du 29 janvier 2007, avec ses 114 ans et 25 jours, au 13 août 2007.

## Biographie
Elle succéda à l'Américaine Emma Tillman, décédée le 28 janvier 2007. Elle était la femme la plus jeune à détenir ce record depuis Carrie C. White.
Jusqu'à sa disparition, elle vivait à Keijuen, une maison de retraite située dans sa ville natale d'Akaike.
Après la mort de son mari, elle avait élevé cinq enfants en vendant des fleurs et des légumes dans une petite ville minière. Ses enfants étaient décédés, à l'exception de sa fille, mais elle avait six petits-enfants, douze arrière-petits-enfants, et deux arrière-arrière-petits-enfants, selon l'agence Kyodo.
Après son décès, l'Américaine Edna Parker devient la doyenne de l'humanité.